# Carl Butler (Sänger)
Carl Butler (* 2. Juni 1927 in Knoxville, Tennessee; † 4. September 1992) war ein US-amerikanischer Country-Sänger, der gemeinsam mit seiner Frau Pearl als Duo Carl and Pearl Butler in den 1960er Jahren erfolgreich war.

## Leben
Carl Butler nahm seine ersten Singles Anfang der 1950er Jahre für das Capitol Label auf. Außerdem arbeitete er als Komponist. 1952 heiratete er die Songwriterin Pearl Dee Jones (20. September, 1927), die Koautorin eines seiner Stücke war und bereits einen Top-10-Hit für Carl Smith geschrieben hatte. Im gleichen Jahr wechselte er zum Columbia Label.
Obwohl er zahlreiche Singles von anerkannter Qualität einspielte, blieben die Chart-Erfolge aus. Erst 1961 gelang ihm mit Honky Tonkitis eine mittlere Hitparadenplatzierung. Im gleichen Jahr nahm ihn die Grand Ole Opry unter Vertrag. Wenig später schaffte er mit Don't Let Me Cross Over den Durchbruch. Der Song stand lange Wochen auf Platz eins und war sein mit Abstand größter Hit. Da seine Frau bei der Aufnahme als Sängerin mitgewirkt hatte, beschlossen sie, von jetzt an als Duo aufzutreten.
Mit dem großen Erfolg im Rücken und als Mitglied der Grand Ole Opry ständig in der Country-Szene präsent, waren weitere Hits fast garantiert. Wenn auch der Platz eins nicht mehr erreicht werden konnte, schafften Carl und Pearl Butler eine ganze Reihe respektabler Chart-Positionen, darunter 1963 Loving Arms, 1964 Too Late To Try Again und 1965 Just Thought I'd Let You know. Erst Anfang der 1980er zogen sie sich aus dem Musikgeschäft zurück. Pearl starb 1988, Carl versuchte noch ein Comeback und starb vier Jahre später.

## Diskografie

### Alben
- 1963 – Don't Let Me Cross Over (Columbia)
- 1964 – Loving Arms (Columbia)
- 1965 – The Old And The New (Columbia)
- 1967 – Avenue Of Prayer (Columbia)
- 1968 – Our Country World (Columbia)
- 1969 – Honky Tonkin' (Columbia)
- 1970 – Carl & Pearl Butler's Greatest Hits (Columbia)

### Singles
Carl Butler
- 1950 – Heartbreak Express / White Rose (Capitol)
- 1951 – Plastic Heart / Country Mile (Capitol)
- 1951 – No Guarantee On My Heart / Shake, Rattle And Roll (Capitol)
- 1951 – Our Last Rendezvous / I Live My Life Alone (Capitol)
- 1951 – Linda Lou / No Trespassing (Capitol)
- 1951 – You Plus Me / String Of Empties (Capitol)
- 1951 – Blue Million Tears / River Of Love (Capitol)
- 1952 – Alone Without You / Vicious Lies (Capitol)
- 1952 – Penny For Your Thoughts / Everything Will Be The Same (Capitol)
- 1952 – Stepping On My Heart / I Need You So (Capitol)
- 1955 – Angel Band / Hallelujah We Shall Rise (Columbia)
- 1955 – Wedding Day / If I Could Spend Your Heartaches (Columbia)
- 1955 – It's My Sin / Borrowed Love (Columbia)
- 1956 – Only One Heart / Watching The Clock (Columbia)
- 1957 – Your Cold Heart Told Me So / I Know What It Means To Be Me (Columbia)
- 1957 – River Of Tears / Cry You Fool, Cry (Columbia)
- 1958 – If You've Got The Money / Nothing I'd Rather Do (Columbia)
- 1958 – Jealous Heart / So Close (Columbia)
- 1958 – Baby I'm A-Waitin' / My Cajun Baby (Columbia)
- 1959 – I Like To Pretend / Oh, How I Miss You (Columbia)
- 1959 – Remember The Alamo / Grief In My Heart (Columbia)
- 1960 – Cry You Fool Cry / You Just Don't Steal From A Poor Man (Columbia)
- 1960 – The Door / I Know Why I Cry (Columbia)
- 1960 – I'm A Prisoner Of Love / For The First Time (Columbia)
- 1961 – Honky Tonkitis / You Were The Orchid (Columbia)
- 1962 – Have You Run Out Of Lies / If I Only Met You First (Columbia)
- 1962 – Don't Let Me Cross Over / Wonder Drug (Columbia)

Carl und Pearl Butler
- 1963 – Loving Arms / Who'll Be Next (Columbia)
- 1963 – Too Late To Try Again / My Tears Don't Show (Columbia)
- 1964 – I'm Hanging Up The Phone / Just A Message (Columbia)
- 1964 – Forbidden Street / When The Door Swings Shut (Columbia)
- 1965 – Just Thought I'd Let You Know / We'd Destroy Each Other (Columbia)
- 1965 – Beers And Tears / Can I Draw The Line (Columbia)
- 1965 – Our Ship Of Love / It's Called Cheating (Columbia)
- 1966 – Little Mac / Wrong Generation (Columbia)
- 1966 – Little Pedro / Cell 29 (Columbia)
- 1967 – Wild Goose Chase / Lost (Columbia)
- 1967 – Guilty Of Love / For A Minute (Columbia)
- 1968 – If You Should Ever Stop Loving Me / If I'd Only Met You First (Columbia)
- 1968 – Punish Me Tomorrow / Goodbye Tennessee (Columbia)
- 1968 – I Never Got Over You / I Started Loving You Again (Columbia)
- 1969 – We'll Sweep Out The Ashes In The Morning / Your Way Of Life (Columbia)
- 1970 – Used To Own This Train / Caution (Columbia)
- 1970 – Bottoms Up / Let The Sun Shine On The People (Columbia)